# Dubbeltjärnarna (Dorotea socken, Lappland, 713328-153125)
Dubbeltjärnarna är en sjö i Dorotea kommun i Lappland och ingår i Ångermanälvens huvudavrinningsområde.